# Johannes Theodor Ludwig Schroeder
Johannes Theodor Ludwig Schroeder, eigentlich Johann Schroeder, auch Johann Theodor Ludwig Schroeder, mitunter (normalisierend ?) Schröder (* 11. Dezember 1799 in Lübeck; † 1. Januar 1879 in Rostock) war ein deutscher Arzt.

## Leben
Johann Schroeder studierte Medizin an den Universitäten in Göttingen und Würzburg. An der Universität Rostock wurde er am 25. Mai 1827 promoviert. Hier wurde er 1825 Mitglied des Corps Vandalia Rostock. Er war danach praktizierender Arzt, ab 1833 auch Privatdozent in Rostock. Im Jahre 1835 kam er als leitender Arzt an die Irren-Heil- und Bewahr-Anstalt St. Catharinen-Stiftung in Rostock und arbeitete dort bis 1865.

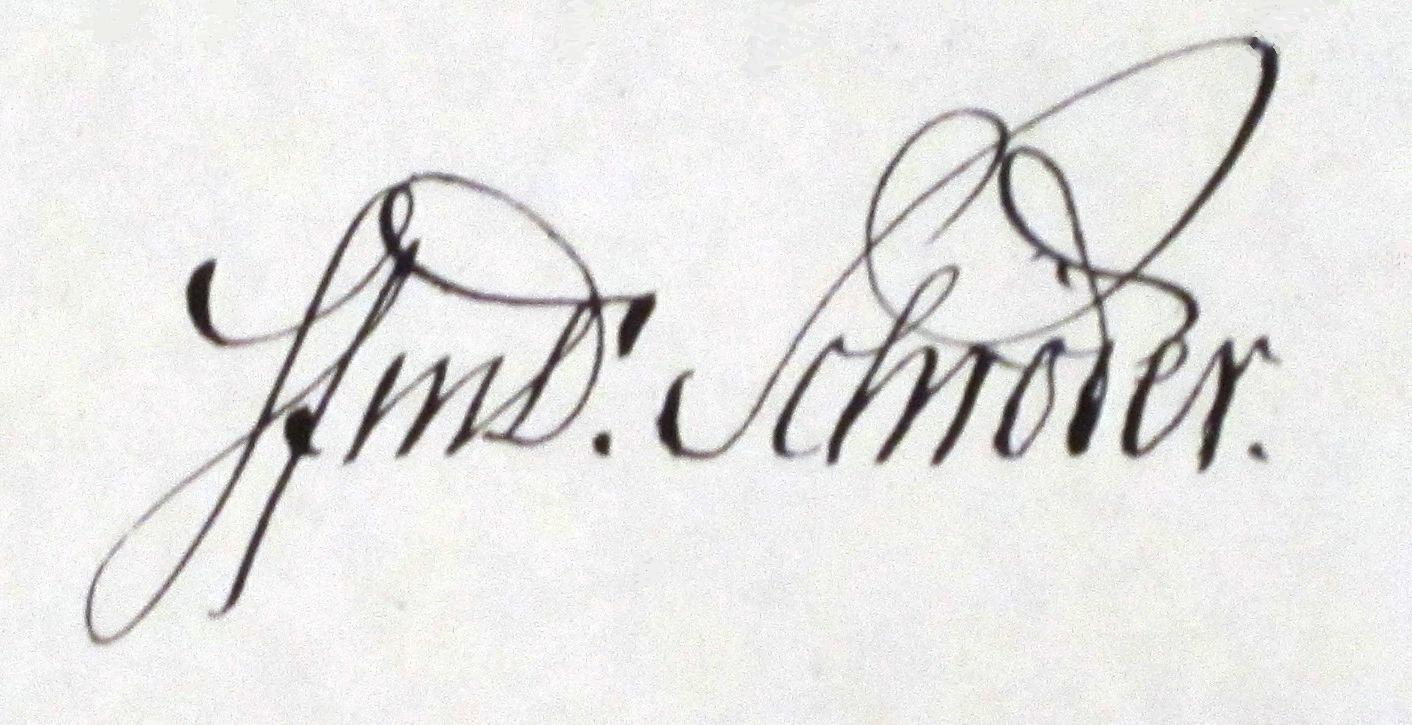
Unterschrift Hofmedikus Schröder

Am 31. Mai 1837 wurde Schröder zum Hofmedikus, am 25. Mai 1877 zum Medizinal-Rat ernannt.

Johann Schroeder war von 1854 bis 1862 auch der Arzt der Lyrikerin Alwine Wuthenow, die ihn im November 1861 folgendermaßen beschreibt: 

„es ist der trockenste Mensch unter der Sonne, der mir vorgekommen; vielleicht sehr gelehrt; doch ich habe in diesen 8 Jahren bis jetzt noch nichts profitiert, so oft er mich auch in die Tiefen seines Wissens hat einweisen wollen mit lateinischen und andern fremdartigen Worten. Es ist nichts dabei herausgekommen und mag die Schuld auch wohl an mir liegen, daß ich so hoch nicht langen kann. [...] Und doch fühl ich mich ihm zum Danke verpflichtet für die stets sich gleich bleibende nie müde werdende Theilnahme, die er mir bis jetzt geschenkt.“

### Nachlass
2018 konnte das Kulturhistorische Museum Rostock mit Hilfe der Fielmann AG den im Auktionshandel angebotenen Nachlass Schröders mit zahlreichen Dokumenten erwerben.